# HSM Handel - Zeevaart
De serie HSM Handel - Zeevaart was een serie normaalsporige goederentreinstoomlocomotieven van de Hollandsche IJzeren Spoorweg-Maatschappij (HSM).
Na twee series personentreinlocomotieven Groningen - Limburg en Europa - Amerika, leverde Borsig in Berlijn twee goederenlocomotieven met drie gekoppelde drijfassen aan de HSM. De HSM gaf deze locomotieven de namen Handel en Zeevaart en de volgnummers 40 en 41.
Door de korte radstand, bewust zo ontworpen om de locomotieven ook te kunnen gebruiken voor het rangeren op emplacementen met krappe bogen, waren deze locomotieven door de raad van toezichten niet toegelaten op de spoorbrug over de IJssel bij Zutphen, waardoor deze locomotieven niet konden worden gebruikt voor doorgaande goederentreinen via Winterswijk naar Duitsland. De Handel en Zeevaart werden dan hoofdzakelijk in de kop van Noord-Holland ingezet vanuit de standplaatsen Den Helder en Enhuizen.
Wel hebben de locomotieven in 1893 in Winterswijk in de rangeerdienst dienstgedaan.
In 1906 werd de Zeevaart buiten dienst gesteld, de Handel volgde tien jaar later in 1916. Er is geen exemplaar bewaard gebleven.
| Fabrieksnummer | Naam     | HSM nummer | In dienst | Uit dienst | Bijzonderheden |
| -------------- | -------- | ---------- | --------- | ---------- | -------------- |
| 2653           | Handel   | 40         | 1871      | 1916       |                |
| 2654           | Zeevaart | 41         | 1871      | 1906       |                |